# Serronema dentata
Serronema dentata är en rundmaskart. Serronema dentata ingår i släktet Serronema och familjen Bunonematidae. Inga underarter finns listade i Catalogue of Life.